# Regeringen Jógvan Sundstein II
Jógvan Sundsteins anden regering var Færøernes regering fra den 22. juni 1989 til den 15. januar 1991. Regeringen var en koalition mellem Fólkaflokkurin (FF), Tjóðveldisflokkurin (TF) og Sambandsflokkurin (SB), under ledelse af lagmand Jógvan Sundstein (FF).
|                                                | Minister         | Parti | Fra           | Til             |
| ---------------------------------------------- | ---------------- | ----- | ------------- | --------------- |
| Lagmand                                        | Jógvan Sundstein | FF    | 22. juni 1989 | 15. januar 1991 |
| Vicelagmand                                    | Signar Hansen    | TF    | 22. juni 1989 | 15. januar 1991 |
| Ministerium                                    | Minister         | Parti | Fra           | Til             |
| Skole-, kultur- og miljøministeriet            | Signar Hansen    | TF    | 22. juni 1989 | 15. januar 1991 |
| Industri-, sundheds- og landbrugsministeriet   | Olaf Olsen       | FF    | 22. juni 1989 | 15. januar 1991 |
| Fiskeri- og energiministeriet                  | Jógvan I. Olsen  | SB    | 22. juni 1989 | 15. januar 1991 |
| Finans-, fiskeindustri- og kommunalministeriet | Ivan Johannesen  | SB    | 22. juni 1989 | 15. januar 1991 |
| Økonomi- og samferdselsministeriet             | Jóngerð Purkhús  | TF    | 22. juni 1989 | 15. januar 1991 |

## Eksterne links
- Statsministre og regeringer efter 1948 Arkiveret 6. oktober 2014 hos  Wayback Machine

| Portal | Portal:Færøerne |